# Revelstoke
Revelstoke (  /ˈrɛvəlstoʊk/ ) es una ciudad en el sureste de la Columbia Británica, Canadá, con una población censada de 8275 en 2021. Revelstoke se encuentra 641 kilómetros (398,3 mi) noreste de Vancouver, suroeste de Edmonton y 415 kilómetros (257,9 mi) oeste de Calgary, Alberta. La ciudad está situada a orillas del río Columbia, justo al sur de la presa Revelstoke y cerca de su confluencia con el río Illecillewaet. Al este de Revelstoke se encuentran las Montañas Selkirk y el Parque Nacional Glacier, atravesado por Rogers Pass utilizado por la Carretera Transcanadiense y el Ferrocarril del Pacífico Canadiense. Al sur de la comunidad, río abajo por el río Columbia, se encuentran Arrow Lakes, Mount Begbie y Kootenays. Al oeste de la ciudad se encuentra Eagle Pass a través de las montañas Monashee y la ruta hacia el lago Shuswap.

## Historia

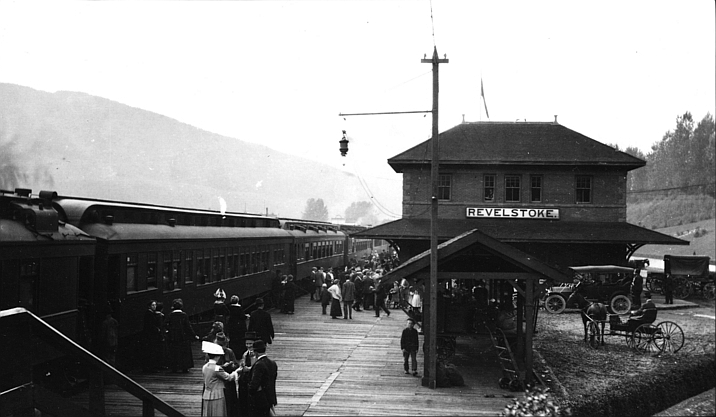
Estación de tren, 1915

Cuando se construyó el ferrocarril Canadian Pacific Railway (CPR) a través de la región en la década de 1880, se fundó Revelstoke; la minería fue una de las primeras industrias importantes. El nombre original era Farwell, en honor a un terrateniente y topógrafo de la zona. Para distinguirla del primer cruce del río Columbia por la Canadian Pacific Railway en Donald, el lugar se conoció originalmente como el Segundo Cruce. La Canadian Pacific Railway dio su nombre a la ciudad en honor de Lord Revelstoke, el jefe de Baring Brothers & Co, un banco de inversiones del Reino Unido que, junto con Glyn, Mills & Co, evitó la quiebra de la Canadian Pacific Railway en el verano de 1885 comprando los bonos no vendidos de la compañía. Esto permitió completar la construcción del ferrocarril. La oficina de correos se fundó en 1886.
La construcción de la Carretera Transcanadiense en 1962 facilitó aún más el acceso a la región y, desde entonces, el turismo ha sido una característica importante de la economía local, y el esquí se ha convertido en la atracción más destacada. El Parque Nacional Mount Revelstoke está justo al norte de la ciudad. La construcción de Revelstoke Mountain Resort, una nueva e importante estación de esquí en Mount MacKenzie, en las afueras de la ciudad, ha estado en marcha desde finales de 2005 y abrió por primera vez durante la temporada de esquí 2007-2008. Revelstoke es también el sitio de un museo ferroviario.
Revelstoke se encuentra en un hábitat excelente para el oso pardo y el oso negro. En 1994 se instaló una valla eléctrica alrededor del vertedero de Revelstoke para mantener a los osos alejados de la basura. Muchos de los osos que habían estado buscando comida en el vertedero se volvieron a la ciudad y fueron matados como "osos molestos". A raíz de la matanza masiva de osos se elaboró un programa de educación destinado a preservar los osos en estado salvaje y garantizar la seguridad de la comunidad.
Revelstoke tiene el récord canadiense de invierno único con más nieve. 2447 centímetros (963,4 plg) de nieve cayeron en Mt. Copeland en las afueras de la ciudad durante el invierno de 1971–72. Eso equivale a poco más 24 metros de nieve. El poblado recibió 779 centímetros (306,7 plg), y los niveles de nieve eran más altos que muchos techos alrededor de la ciudad en más de unos pocos metros.

## Economía

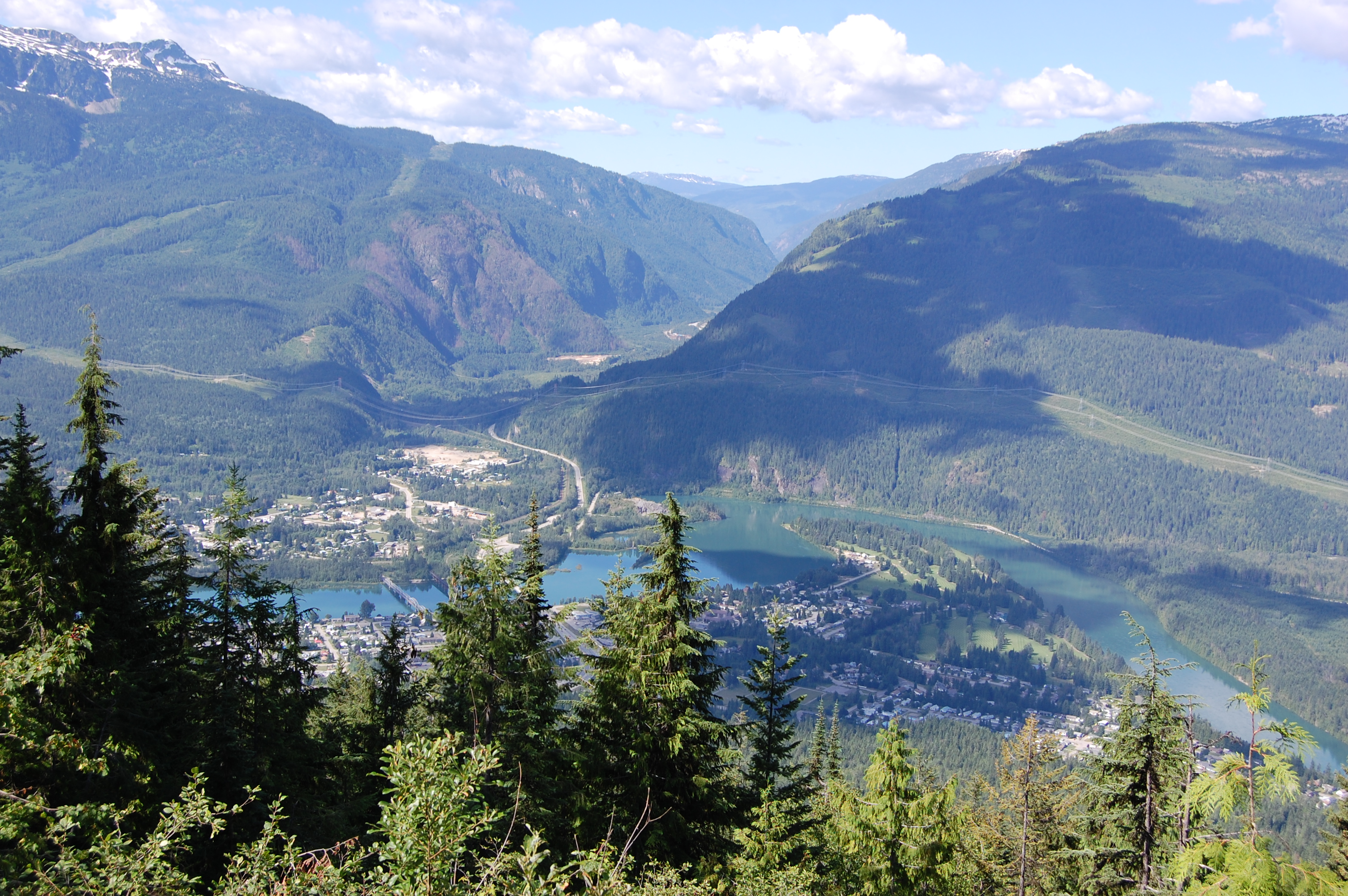
Revelstoke desde el Parque Nacional Monte Revelstoke

La economía de Revelstoke ha estado tradicionalmente ligada a Canadian Pacific Railway (CPR) y aún mantiene una fuerte conexión con esa industria. Sin embargo, la silvicultura, la construcción, el turismo y el comercio minorista han aumentado en las últimas décadas. El Museo del Ferrocarril de Revelstoke es un reconocimiento al apego continuo de la ciudad al Ferrocarril del Pacífico Canadiense y sigue siendo una importante atracción turística.
Revelstoke es también la ubicación de la presa Revelstoke, que se construyó en el río Columbia y se completó en 1984. En 1986, para compensar los efectos económicos del proyecto hidroeléctrico terminado y el cierre temporal del aserradero local, la ciudad de Revelstoke emprendió un programa de revitalización del centro y se completó con gran éxito.
La ciudad es servida por el aeropuerto de Revelstoke.
Una pequeña estación de esquí que cuenta con un solo telesilla corto ha operado en Mount MacKenzie desde la década de 1960, y se ofreció esquí en nieve para altitudes más altas. Un fuerte movimiento impulsó la expansión de toda la montaña en un solo resort, y la construcción comenzó a principios de la década de 2000 (década).
Revelstoke Mountain Resort abrió sus puertas en el invierno de 2007/8 y cuenta con la mayor vertical de América del Norte a 1.713 metros (5.620 pie).

## Demografía
En el Censo de Población de 2021 realizado por Statistics Canada, Revelstoke tenía una población de 8275 viviendo en 3354 de sus 3739 viviendas privadas totales, un cambio de9,4 % de su población de 2016 de 7,562. Con una superficie de terreno de 41.28 km²  , tenía una densidad de población de 200,5/km en 2021.

### Religión
Según el censo de 2021, los grupos religiosos en Revelstoke incluían:
- Irreligión (5.645 personas o 69,0%)
- Cristianismo (2.265 personas o 27,7%)
- Islam (55 personas o 0,7%)
- Budismo (40 personas o 0,5%)
- Hinduismo (40 personas o 0,5%)
- Sijismo (35 personas o 0,4%)
- Judaísmo (10 personas o 0,1%)
- Otros (95 personas o 1,2%)

## Películas
La película británica de 1937 The Great Barrier, protagonizada por Lilli Palmer, mostraba la construcción del Canadian Pacific Railway y presentaba el rodaje en exteriores desde Revelstoke.
Algunas escenas del thriller de 1999 Double Jeopardy, protagonizada por Ashley Judd y Tommy Lee Jones, se filmaron en Revelstoke, en particular en el histórico palacio de justicia.
The Barber (2001), protagonizada por Malcolm McDowell, se filmó casi en su totalidad en Revelstoke y presenta el nombre de la ciudad desplazado como Revelstoke, Alaska.
En 2017, la película original de Hallmark Channel Frozen in Love, protagonizada por Rachael Leigh Cook y Niall Matter, fue filmada en el área.

## Clima
Revelstoke experimenta un clima continental húmedo ( Köppen Dfb ). Los veranos son generalmente cálidos y lluviosos con noches frescas, mientras que los inviernos son fríos, nevados y muy nublados. Revelstoke en promedio experimenta 50.3 días por debajo de 0 °C (32 °F), 13,5 días por encima de 30 °C (86 °F) y un día por encima de 35 °C (95 °F). La nevada más alta registrada en un solo día fue de 60,2 cm (23,7 in) y ocurrió el 10 de diciembre de 1980, y la profundidad de nieve más alta jamás registrada fue 173 cm (68,1 in) y ocurrió el 15 de febrero de 1982. La temperatura más alta jamás registrada en Revelstoke fue de 40,6 grados Celsius (105 °F) el 17 de julio de 1941. La temperatura más fría jamás registrada fue −34,4 grados Celsius (−30 °F) el 11 de enero de 1909, el 20 de enero de 1935 y el 18 de enero de 1943.